# Cancello di Sinicolli
Il Cancello di Sinicolli è un valico dell'Appennino campano situato in provincia di Salerno che collega l'alta valle del Tusciano ricadente nel comune di Acerno con la valle del Tenza del comune di Campagna.
L'accesso al valico attualmente è un sentiero ma da anni era prevista la realizzazione della prosecuzione della strada provinciale 31 Campagna-Acerno che si interrompe poco distante, a 500 m circa.